# Die Kennedys: After Camelot
Die Kennedys: After Camelot ist eine US-amerikanische Mini-Serie und eine Fortsetzung von Die Kennedys (2011). Die Serie basiert auf dem Buch After Camelot von J. Randy Taraborrelli. Eine Ausstrahlung der vier Folgen erfolgte im April 2017. Katie Holmes hat wieder die Rolle von Jacqueline Kennedy übernommen. Die deutsche Fassung hatte am 3. Juni 2018 bei der deutschen Version des Universal Channels Premiere.

## Handlung
Die Serie erzählt vom Leben der ehemaligen First Lady der Vereinigten Staaten, Jacqueline Kennedy, auch bekannt als Jackie O., und schildert die Geschichte nach der Ermordung ihres Mannes, Präsident John F. Kennedy. Neben ihrer Ehe mit dem griechischen Reeder Aristoteles Onassis spielen auch weitere Entwicklungen in der Familie Kennedy eine Rolle, wobei der letzte noch lebende Sohn von Rose Kennedy, Senator Edward Kennedy, stärker in den Blick kommt als in der Vorgänger-Serie.

## Entstehung & Veröffentlichung
Die historische Polit-Miniserie Die Kennedys aus dem Jahr 2011 erzählte bereits von Jacqueline Kennedys Leben, von den politischen Machtkämpfen und von den Triumphen und Tragödien der Kennedy-Familie, die zwischen 1938 und 1968 dokumentiert wurden. Die Serie endete mit der Heirat von Jacqueline Kennedy und dem griechischen Millionär Aristoteles Onassis. Der US-Sender Reelz hatte mit der Serie die höchsten Einschaltquoten seiner Sendergeschichte erzielt.
2012 wurde die Fortsetzung angekündigt. Ihr Fokus liegt auf der ehemaligen First Lady Jacqueline Kennedy. Bei der literarischen Vorlage After Camelot handelt es sich um den letzten Teil der aus 13 Teilen bestehenden Geschichtensammlung von Taraborrelli, die in der New York Times erschien. Mit der Adaption wurde Stephen Kronish betraut.
Katie Holmes, die auch in Die Kennedys Jacqueline Kennedy spielte, kehrte in der zweiten Mini-Serie in ihre Rolle zurück und ist mehr involviert als zuvor.
Die Serie sollte ursprünglich ab 2016 ausgestrahlt werden, später wurde die Erstausstrahlung auf Anfang 2017 verschoben. Die Ausstrahlung erfolgte schließlich ab 2. April 2017.

## Auszeichnung
Die Serie wurde 2018 in der Kategorie Best Limited Series or Program für den Canadian Screen Award nominiert.